# Кобза (лэутарский инструмент)
Ко́бза (рум. cobză, венг. koboz) — безладовый струнный щипковый музыкальный инструмент из семейства лютен, характерный для лэутарской музыки Молдовы и Мунтении, а также для музыки чангошей, венгерского меньшинства в румынской Молдове. 
У кобзы корпус грушевидной формы, короткий гриф и отогнутая под почти прямым углом головка. Кобзы обычно имеют от восьми до двенадцати струн, сгруппированных в четыре хора по две или три струны в каждом. Строй различается от региона к региону, наиболее распространён кварто-квинтовый строй. Играют на кобзе плектром из гусиного пера. Традиционная лэутарская кобза сочетает в себе простоту конструкции с возможностью выразительного аккомпанемента.
Инструмент отличается от украинской кобзы, которая имеет другое устройство и происхождение.

## Происхождение и этимология
Ранние версии кобзы известны под названиями кобу́з (рум. cobuz), алэу́та (рум. alăută) или лэу́та (рум. lăută). Отмечается, что кобза во многом напоминает раннесредневековую лютню, особенно широким расстоянием между струнами у подставки, коротким, резко сужающимся грифом, крупными и массивными плектрами и настройками с бурдоном. В Банате, прилегающих районах Трансильвании, Мунтении и южной Молдове лэутой также называли скрипку. От алэу́та (лэу́та) произошло название музыкантов-лэутаров и лэутарской музыки. Наиболее вероятной версией происхождения инструмента считается его связь с арабским удоми, возможно, с турецким копузом. Название алэута происходят от арабского al-ʿūd.
Первые упоминания инструмента относятся к XVI веку. Например, на фресках церквей в буковинских монастырях Воронец, Драгомирна и Молдовица изображен инструмент, похожий на кобзу. 

В рукописи 1570 года упоминаются цыганские музыканты-лэутары (alăutar). В 1578 году описан цыган Стойка, которого обучал игре на копузе турецкий музыкант, а в 1662 году упоминается Петру Кобзарь (рум. Petru Cobzaru). В рукописи «Псалтирь в стихах» 1673 года митрополит Молдовы Дософтей упоминает и кобузы, и лэуты. Молдавский господарь Димитрие Кантемир в 1705 году в аллегорической повести «Иероглифическая история» пишет о «цыганах алэутарах и кобзарях» (рум. țiganii alăutari și cobzari)

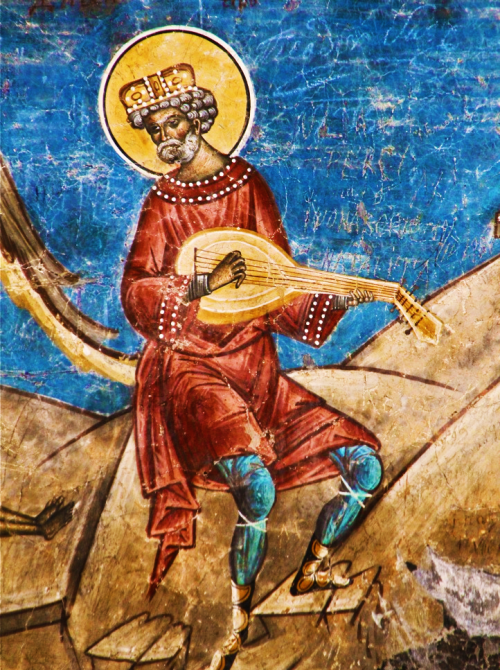
Царь Давид, монастырь Воронец, 1550

Иногда предполагается и второй путь происхождения — с Запада. В этом случае название лэута может быть связано с немецким словом нем. Laute. В пользу этого заимствования говорит термин «алэутэ немцескэ», который упоминается в рукописи первой половины XVII века, известной как «Лексикон» Стурдзы.
Возможно, под украинским влиянием инструмент позже получил свое современное название кобза. При этом украинская кобза — это инструмент, отличный от лэутарской кобзы.

## Устройство и звучание
Звучание кобзы обусловлено как её конструкцией, так и особенностями приёмов игры. Кобза имеет корпус грушевидной формы (рум. burduf или рум. bârdan), изготовленный из нескольких склеенных деревянных планок, обычно из клена или ореха, которые формируют резонансную камеру. Дека (рум. faţă) изготавливается из ели и имеет несколько звуковых отверстий, среди которых может быть небольшое треугольное отверстие в верхнем левом углу. Они выполняют акустическую функцию, способствуя улучшению резонанса и усилению звука. В месте защипывания струн дека может быть защищена деревянной или кожаной накладкой (рум. bătaie). Широкий и короткий гриф (рум. gât) из твёрдой древесины не имеет ладов и заканчивается головкой, отогнутой назад под тупым или прямым углом.
Кобзы обычно имеют от восьми до двенадцати жильных или металлических струн, сгруппированных в четыре хора, каждый из которых состоит из двух или трёх струн. Внутри хора струны настраиваются в октаву или унисон. Каждый хор может содержать одну более толстую струну (рум. burdoaie, ср. бурдон), настроенную на октаву ниже тонких струн. Строй кварто-квинтовый, обычно D—A—D—G, но может варьироваться в зависимости от региона или исполнителя.
Щипковый способ звукоизвлечения и относительно короткий резонанс обуславливают специфический, сухой и резкий тембр. Звук кобзы отличается секущим, металлическим оттенком и быстро затухающей вибрацией — в отличие от более продолжительного звучания, скажем, смычковых инструментов.

## Техника игры
Техника игры на кобзе предполагает использование всех пальцев левой руки для зажатия струн (иногда только четырёх пальцев, без большого) и правой руки для щипка. Струны защипываются плектром (традиционно — из гусиного пера). В традиционной практике применяются разнообразные приёмы, включая плотное, ритмически устойчивое щипковое сопровождение, так называемые циитуры — устойчивые аккордовые и ритмические формулы.
В сопровождении кобзарь обычно активизирует три нижних или три верхних хора — то есть определённые группы струн, воздействуя на них одним движением, но с разной степенью вовлечённости. Благодаря особенностям грифа и отсутствию ладов игра осуществляется преимущественно в открытых позициях, что формирует устойчивые гармонические основы.
Из-за короткого грифа и отсутствия ладов играть на кобзе довольно трудно, поэтому в основном она используется для аккомпанемента. По-румынски иногда говорят не играет на кобзе, а бьёт в кобзу (как в барабаны).

## Роль в лэутарской музыке и исторический контекст
Исторически кобза была главным аккомпанирующим инструментом лэутарских ансамблей в Молдове и Мунтении в XVIII—XIX веках и частично в XX веке, обычно в комбинации со скрипкой, либо со скрипкой и на́ем, которые исполняли мелодическую партию. Она играла роль гармонической основы, создавая устойчивую звуковую платформу для мелодических инструментов и вокала. Аккомпанемент строился на ритмически акцентированных аккордовых последовательностях — позже эту функцию переняли цимбалы.

В 1775 году французский историк Жан-Люк Карра в Яссах слушал цыганских музыкантов, игравших на скрипке, кобзе и дудке с восемью отверстиями. В 1820 году британский консул в княжествах Молдова и Валахия Уильям Уилкинсон пишет о скрипке, нае и кобзе как самых типичных лэутарских инструментах. Ференц Лист в 1859 году, после путешествия по Молдове и Валахии, упоминает «своего рода мандолину» (фр. une espèce de mandoline), входящую в состав лэутарского ансамбля и заменяющую цимбалы. Лист так описывает аккомпанемент кобзы в лэутарских тарафах:
В Бухаресте и Яссах нам представили несколько трупп цыган-виртуозов, подобных венгерским, и мы обнаружили у них прекрасную жилу великого музыкального дарования. У них есть весьма удачные мелодии, из которых мы составили интересный сборник во время очаровательных вечеров, проведённых в их компании. Эти мелодии достаточно заметно отличаются по характеру и оттенкам от мелодий венгерских цыган, чей одухотворённый и возбуждающий дух сдерживается у молдо-валашских собратьев аккомпанементом на основе непрерывно тянущегося баса, неизменно ограниченного тоникой, что удерживает гармонию в постоянном подчинении; она как будто тяжело прикована к самой почве.
Кобза выполняет сразу несколько функций:
- гармоническую — путём аккордовых поддержек и ритмически организованных фигур;
- ритмическую — подчёркивая метр и темп, особенно в танцевальной музыке;
- частично мелодическую — благодаря способности воспроизводить устойчивые мелодические обороты, встроенные в аккомпанемент.

В формировании ритмико-звуковой текстуры кобза тесно взаимодействует с другими инструментами тарафа. Тональные опоры (чаще всего тоника) занимают среднее положение в звуковой вертикали аккорда и выделяются повторением (обстинато). Таким образом, кобза создаёт насыщенное, но строго структурированное звуковое поле, придающее исполнению устойчивость и тембровую глубину.
Инструмент не характерен для Олтении и Ардяла (Трансильвании), за исключением некоторых сёл на юге Ардяла, куда кобза была, по-видимому, занесена из Мунтении. На севере Олтении в качестве аккомпанирующего инструмента используется гитара, настроенная по аналогии с кобзой (рум. chitară cobzită). В Марамуреше для аккомпанемента применяется гитара с другой настройкой, известная под названием зо́нгора (рум. zongoră).

## Модификации кобзы
В Институте этнографии и фольклора имени Константина Брэилою предпринималась попытка сконструировать кобзу с удлинённым грифом, по размеру схожую с мандолиной, которая должна была стать мелодическим инструментом. Однако проект так и не был завершён.

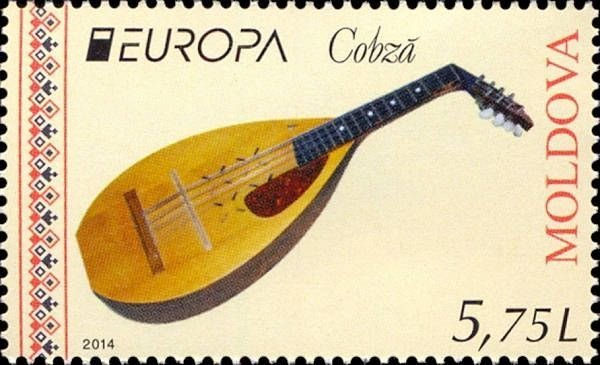
Ладовая кобза в Республике Молдова

Наиболее радикальную попытку усовершенствовать конструкцию кобзы предпринял мастер Парайчук (рум. Paraiciuc) в 1949—1950 годах. Сохранив традиционную форму инструмента, он разработал для Ансамбля песни и пляски Вооружённых Сил Румынии семейство кобз, основанное на принципах струнного квартета: сопрано, альт, тенор и бас. Однако достичь ожидаемых результатов не удалось, поскольку было упущено из виду главное предназначение кобзы — ритмическое и гармоническое сопровождение.
В советской части Молдовы в 1960—1970-х годах появилась и получила определённое распространение модернизированная кобза — ладовый инструмент с более тонким, удлинённым грифом, настраиваемый по типу мандолины. Это развитие было тесно связано с внедрением преподавания кобзы в системе музыкального образования: специализированные классы кобзы были открыты в музыкальных училищах и в Кишинёвской консерватории. Целью изменений было повышение технического потенциала инструмента в соответствии с академическими требованиями — необходимость исполнения не только традиционного фольклорного, но и классического академического репертуара. Благодаря конструктивным усовершенствованиям (удлинённый гриф, наличие ладов, улучшенная настройка), исполнители получили возможность играть произведения барокко, классицизма, романтизма и других стилей. В наши дни модернизированная кобза используется в ансамблях народной музыки.
Одновременно с этим в Молдове продолжается практика исполнения на традиционной безладовой кобзе, вновь введённой в учебный процесс Академии музыки, где её осваивают студенты, ориентированные на аутентичное исполнительство.

## Известные исполнители и мастера
На кобзе играл знаменитый староста лэутар Ясс — Барбу Лэутару. Известные музыканты-виртуозы, игравшие на кобзе в XX веке: Николае Пэсникуцу, Константин Неджел (рум. Constantin Negel, Молдова), Ион Злотя, Ион Пэтурикэ, Марин Котоанцэ (Мунтения), Григоре Кязим, Ион Стрымбяну (Добруджа).

## Современное состояние
С конца XIX века началось вытеснение кобзы в качестве аккомпанирующего инструмента цимбалами. Тибериу Александру упоминает музыкальный магазин в Бухаресте, который в 1914 году продал около 2000 кобз, в 1938 году цифра упала до 20.
Положительную роль в сохранении кобзы от забвения сыграли во второй половине XX века оркестры народной музыки, например, оркестр «Барбу Лэутару» в Румынии и «Флуераш» (рум. Fluieraș) в советской Молдове.

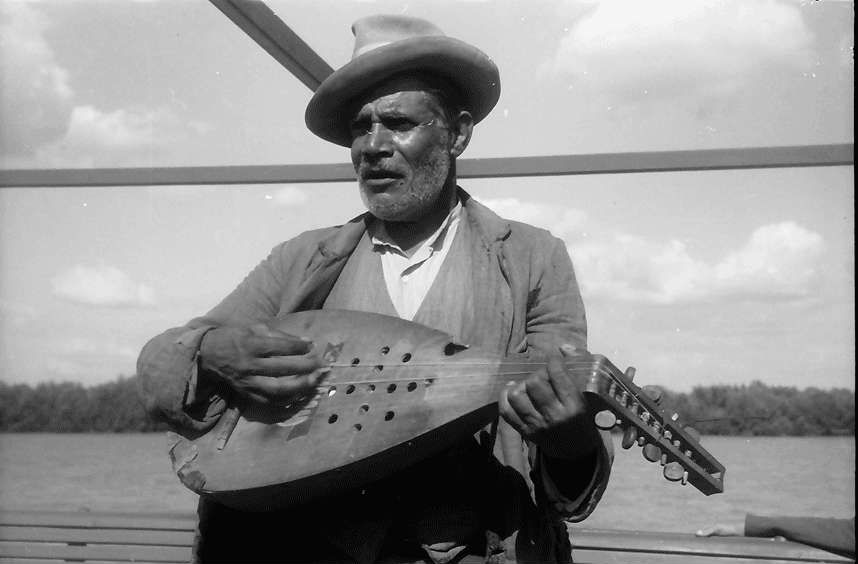
Лэутар с кобзой. Тулча, вторая половина XX века.

В современной Румынии традиционный сельский стиль игры сохраняют кобзари Некулай Флоря, Мирча Рыпэ, Константин Иримия, Михай Хринческу и Александру Лэутару. Городские лэутары, играющие на кобзе — Космин Гачу, Мариан Санду, Василе Зидару, Кристи Милич, Кэлин Брэтяну… На кобзе играют музыканты и исследователи, занимающиеся возрождением народной музыки: Беатриче и Флорин Иордан, Сабольч Чиби, Саша-Ливиу Стоянович, Богдан Михай Симион, Кристиан Дрымбэ….
В Республике Молдова на кобзе играют Тудор Унгуряну, Марин Ганчу, Виктор Ботнару, Стела Ботез, Александру Галиц, Штефан Попеску, Виорика Чуботару и другие. Магистр искусств Виктор Ботнару разработал методологию обучения игре на традиционной кобзе, а также создал ансамбль кобзарей.
Важную роль в сохранении традиций играют народные мастера, изготавливающие кобзы. В Республике Молдова к таким мастерам относится Николае Дрон. В Румынии традиции производства кобз продолжают фабрика Hora и мастера Думитру Молдован, Сабольч Чиби (жудец Ковасна), Константин Курекериу и Георге Бица (Стиклэрия-Скобинц, жудец Яссы).
Традиционная кобза выдвинута кандидатом от Румынии и Республики Молдова на включение в Репрезентативный список нематериального культурного наследия человечества UNESCO.

## Кобза в современной Венгрии
Кроме Румынии и Республики Молдовы кобза (под названием кобоз) известна также в Венгрии как часть музыкального наследия венгерской субэтнической группы в румынской Молдове — чангошей. Скрипка и кобза составляли характерный инструментальный состав у чангошей, исполнявший традиционную румынскую лэутарской музыку на свадьбах, вечеринках и в корчмах. Исполнителями, как правило, были цыгане, однако среди них встречались и сами чангоши.
В 1970-х годах в Венгрии возникло движение «Танчхаз», ставившее своей целью сохранение, возрождение и передачу традиционной народной танцевальной и музыкальной культуры. В рамках этого движения кобоз получил популярность в фолк-ансамблях, исполняющих музыку чангошей. Венгерские исследователи делают полевые записи народных исполнителей в чангошских сёлах Молдовы.

### Комментарии
1. ↑  Тибериу Александру отмечает, что существование двух и более названий для одного и того же инструмента, а также одного и того же термина, обозначающего разные инструменты — обычное явление в мире румынских народных инструментов[1]. В начале XX века в Марамуреше кобзой также называли гитару с нестандартной настройкой (зонгору)[5][6].
2. ↑  рум. țiitură; существует также румынский танец циитура.
3. ↑  Буклет диска Константина Лупу и Константина Неджела Muzică veche din Moldova de Sus: музыкант не играет на кобзе, а бьет в кобзу (рум. un instrumentist nu cântă la cobză, ci bate cobza)[21].
4. ↑  фр. Le violon, la guittare allemande, & un siffet à huit embouchures. Немецкой гитарой (цистрой) автор скорее всего называет кобзу. Дудка с восемью отверстиями — най[23].
5. ↑  англ. The instruments mostly used are the common violin, the Pan-pipe, and a kind of guitar or lute peculiar to the country[24].
6. ↑  Сегодня — Академия музыки, театра и изобразительных искусств (АМТАП)
7. ↑  Похожая ситуация наблюдается и в лэутарской музыке в целом; по оценке фольклориста Сперанцы Рэдулеску, более 80% исполнителей-лэутаров — цыгане[43].

### Дополнительные источники
- Беров Л. C. Молдавские музыкальные народные инструменты. — Кишинёв: Картя молдовеняскэ, 1964. — 188 с.
- Жан Визитиу. Молдавские народные музыкальные инструменты. — Кишинёв: Литература артистикэ, 1985. — 264 с.
- Mihail Gr. Posluşnicu. Istoria musicei la români [История румынской музыки] (рум.). — București: Cartea românească, 1928.
- Eugen Pavlescu. Economia breslelor în Moldova [Экономика гильдий в Молдове] (рум.). — București: Fundaţia Regele Carol I, 1939.
- Tiberiu Alexandru. The Study of Folk Musical Instruments in the Rumanian People's Republic [Изучение народных музыкальных инструментов в Румынской народной республике] (англ.) // Journal of the International Folk Music Council. — 1960. — Vol. 12. — P. 13—16.
- A.L. Lloyd. The Rumanian Cobza [Румынская кобза] (англ.) // The Lute Society Journal. — 1960. — Vol. 2. — P. 13—16.
- Octavian Lazăr Cosma. Hronicul muzicii românești [Хроника румынской музыки] (рум.). — București: Editura muzicală a Uniunii compozitorilor, 1973. — Vol. 1. Epoca străveche, veche și medievală.
- Tiberiu Alexandru. Folcloristică. Organologie. Muzicologie. Studii [Фольклористика. Органология. Музыкология. Исследования] (рум.). — București: Editura Muzicală, 1978. — Vol. 1.
- Ion Vizitiu. Instrumentele muzicale populare moldoveneşti [Молдавские народные музыкальные инструменты] (рум.). — Chişinău: Literatura аrtistică, 1979. — 52 с.
- Tiberiu Alexandru. Folcloristică. Organologie. Muzicologie. Studii [Фольклористика. Органология. Музыкология. Исследования] (рум.). — București: Editura Muzicală, 1980. — Vol. 2.
- Victor Botnaru. O cobză valoroasă [Исторически ценная кобза] (рум.) // Revistă de Etnografie, Ştiinţele Naturii şi Muzeologie. Serie nouă. — Chişinău, 2004. — Nr. 1 (14). — P. 185—186.
- Ovidiu Papană. Metamorfoza unor construcții de instrumente muzicale cordofone. Cobza românească în acest context [Метаморфозы некоторых конструкций хордофонных музыкальных инструментов. Румынская кобза в этом контексте] (рум.) // Revista Muzica. — 2018. — Nr. 3. — P. 74—85.
- Vlad Plămădeală. Cobza (Film documentar) (рум.). YouTube. Telefilm-Chișinău (1993).